# Marthe Bougleux
Marthe Bougleux, née le 16 mai 1872 à Paris et morte le 12 septembre 1956 à Neuilly-sur-Seine, est une peintre miniaturiste et professeur de peinture française.

## Biographie
Marthe Bougleux est la fille de Jules Bougleux (1835-1909), entrepreneur de menuiserie, et de Marguerite Boniteau (1846-1937).
Élève de Marie Latruffe-Colomb, d'Édouard Cuyer et de Fernand Pelez, elle expose des portraits miniatures dès 1890 à l'Exposition internationale de blanc et noir, et au Salon des artistes français dès 1891,, dont elle deviendra sociétaire. Elle y est récompensée d'une mention honorable (peinture) en 1906.
Elle habite 49 rue Lemercier dans le 17e où elle enseigne dès 1911 et est professeur de dessin, puis directrice dès 1926 et jusqu'en 1936 au moins de l'école municipale de dessin pour jeunes filles du 17e arrondissement de Paris, au 5 rue Lebouteux, où elle coordonne les enseignements de peintres de différentes spécialités. Parmi ses très nombreuses élèves figurent les peintres Louise Alix, Germaine Boy, Yvonne Meley et la miniaturiste Yvonne Lévy-Engelmann.
Elle meurt à Neuilly-sur-Seine à l'âge de 84 ans.